# Allende (Chihuahua)
Pour les articles homonymes, voir Allende.
Allende est une municipalité de l'État de Chihuahua, au Mexique. Elle couvre une superficie de 2 136,758 km2 et compte 8 751 habitants en 2015.